# Vanessa (rodzaj)
Vanessa – rodzaj motyli z rodziny rusałkowatych. Jego przedstawiciele cechują się wyjątkowo szerokim zasięgiem występowania, a dzięki dużym rozmiarom i kontrastowemu ubarwieniu łatwo rzucają się w oczy. Nazwa rodzaju pochodzi od imienia żeńskiego. Nadał ją entomolog Johan Christian Fabricius.
Gatunki:
- Vanessa abyssinica (C. & R. Felder, 1867)
- Vanessa altissima (Rosenberg & Talbot, 1914)
- Vanessa annabella (Field, 1971)
- Vanessa atalanta (Linnaeus, 1758) – rusałka admirał
- Vanessa braziliensis (Moore, 1883)
- Vanessa buana (Fruhstorfer, 1898)
- Vanessa calliroe (Hübner, 1808)
- Vanessa cardui (Linnaeus, 1758) – rusałka osetnik
- Vanessa carye (Hübner, 1812)
- Vanessa dejeanii (Godart, 1824)
- Vanessa gonerilla (Fabricius, 1775)
- Vanessa indica (Herbst, 1794)
- Vanessa itea (Fabricius, 1775)
- Vanessa kershawi (McCoy, 1868)
- Vanessa myrinna (Doubleday, 1849)
- Vanessa samani (Hagen, 1894)
- Vanessa tameamea (Eschscholtz, 1878)
- Vanessa terpsichore (Philipi, 1859)
- Vanessa virginiensis (Drury, 1773)
- Vanessa vulcania (Godart, 1819)

Rodzaj jest wspomniany w książce Vladimira Nabokova Pale Fire.